# Proharpinia antipoda
Proharpinia antipoda är en kräftdjursart som beskrevs av Schellenberg 1931. Proharpinia antipoda ingår i släktet Proharpinia och familjen Phoxocephalidae. Inga underarter finns listade i Catalogue of Life.